# Кулага, Лев Никифорович
Лев Никифорович Кулага (15 октября 1910, Тифлис — 4 января 1982) — советский архитектор. Член Союза архитекторов СССР (1938), член КПСС (1945), кандидат архитектуры (1952).

## Биография
Лев Кулага родился 15 октября 1910 года в Тифлисе (ныне Тбилиси) в семье служащего. В 1927 году окончил школу-семилетку и поступил на архитектурный факультет Тбилисской академии художеств. Ещё во время учёбы спроектировал ряд зданий и сооружений. В 1932 году окончил академию по архитектурно-планировочному отделению, защитив диплом на тему «Парк культуры и отдыха на горе Давида в Тбилиси».
После окончания Тбилисской академии художеств работал в Закавказском институте сооружений в отделе планировки городов. Там его первой крупной работой стала планировка города Ордубада, пострадавшего от землетрясения. По проекту Кулаги была отстроена центральная часть города, а также несколько общественных зданий (горсовет, столовая, ясли). В 1933 году он перешёл на работу в «Саккомпроекты», где разрабатывал проекты планировки города Зестафони и Сталинири (ныне Цхинвал), а также спроектировал и построил несколько жилых домов в городах Поти и Зестафони. Совместно с архитектором И. А. Заалишвили на всесоюзном конкурсе представил проект здания дома правительства в Симферополе.
В 1934 году переехал в Москву и до 1944 года работал в отделе планировки Моссовета. Принимал участие в разработке Генерального плана реконструкции Москвы, выполнил ряд проектов планировки и застройки центральных площадей города.
Во время Великой Отечественной войны работал в Службе маскировки при Моссовете. Занимался маскировкой исторических памятников и важных стратегических объектов Москвы. Участвовал в строительстве оборонительных сооружений на подступах к городу.
В 1940-х годах выполнил ряд проектов памятников Великой Отечественной войне: «Герою-коннику» (1942, в соавторстве с В. Андреевым), «Героям — защитникам Ленинграда» (1942), «Героическим защитникам Москвы» (1943), «Воинам 2-го Белорусского фронта» (1946, 2 проекта, 2-я и 3-й премии конкурса, соавтор — В. Чайковской). Автор архитектурной части памятников М. И. Калинину в Твери (1955, скульптор С. Н. Попов), В. И. Ленину в Ижевске (1958, скульптор П. П. Яцыно), О. Ю. Шмидту в Москве на Новодевичьем кладбище (1960, скульптор С. Т. Конёнков).
В 1944 году поступил в Институт аспирантуры Академии архитектуры СССР. В 1952 году защитил кандидатскую диссертацию на тему «Русские традиции построения архитектурного ансамбля и их развитие в советском градостроительстве». Занимался научной деятельностью в Институте градостроительства и районной планировки Академии архитектуры СССР, затем в Центральном научно-исследовательском и проектном институте по градостроительству (старший научный сотрудник). В ЦНИИП градостроительства он проработал более 30 лет, из которых около 10 лет являлся руководителем научного отделения, возглавлял отдел сетей культурно-бытового обслуживания и планировки общественных центров, позднее — отдел архитектурно-художественных проблем градостроительства.
В составе авторских коллективов принимал участие в работе над монографиями «Москва», «Основы советского градостроительства», «Градостроительство. 1917-1967» и других фундаментальных трудов. Принимал участие в разработке нормативных и научно-методических материалов. Опубликовал более 60 научных трудов.
В 1938 году вступил в Союз архитекторов СССР. Являлся председателем секции общественных центров комиссии по градостроительству Правления Союза архитекторов СССР.
Жил в Москве по адресу: Брянская улица, 28. Умер 4 января 1982 года.

## Награды
- Медаль «За оборону Москвы» (1944)[2]